# Bittersweet Fools
Bittersweet Fools és una novel·la visual del tipus eroge desenvolupada per Minori. Se feu una conversió per Dreamcast i PlayStation 2 on el contingut pornogràfic es va llevar per a deixar la part simple de cites.
L'obertura animada del joc fou dirigida per Makoto Shinkai. El joc té lloc a Florència, Toscana. El disseny de personatges és de Yu Aida, la seua sèrie Gunslinger Girl també té lloc a Itàlia.

## Personatges
Alan (アラン, Aran)El protagonista. Originalment un assassí de la màfia.
Lenie (レーニエ, Rēnie)
Tea (ティ, Ti)Veu de: Miwa Kōduki
Siena (シエナ, Shiena)Veu de: Ruri Asano
Lepre (レプレ, Repure)
Flanchesca (フランチェスカ, Furanchesuka)
Yune (ユーン, Yūn)
Solino (ソリノ, Sorino)Una dependenta d'una botiga de flors que treballa al costat de l'apartament on viu Alan.
Palermo (パレルモ, Parerumo)El seu nom és un malnom agafat de la ciutat italiana de Palerm.Veu de: Kenji Hamada
Eliche (エリチェ, Eriche)El seu nom és un malnom derivat de la pasta italiana eliche.
Veu de: Keiji Okuda
Seth (セス, Sesu)
Sugar (シュガー, Shugā)
Moris (モーリス, Mōrisu)Un home misteriós.